# Peter Stickles
Peter Stickles (* 8. Oktober 1976 in New York City, New York) ist ein US-amerikanischer Schauspieler.

## Leben
Stickles debütierte als Filmschauspieler in einer Episode der Fernsehserie Upright Citizens Brigade. 2000 folgten zwei Nebenrollen in den Spielfilmen Shaft – Noch Fragen? und Forrester – Gefunden! sowie eine Episodenrolle in der Fernsehserie Strangers with Candy. 2003 konnte er sich im Casting gegenüber 400 weiteren Schauspielern durchsetzen und eine Rolle in dem Film Shortbus ergattern, der aufgrund seiner explizit gezeigten realen Sexszenen polarisierte. Es existierte zu diesem Zeitpunkt noch kein Drehbuch, sodass alle Darsteller ihren Beitrag zur Handlung leisten konnte. Stickles baute seine Figur des Caleb als voyeuristisch geprägten Mann auf. Stickles wurde zusammen mit der weiteren Besetzung für den Gotham Award als bestes Ensemble nominiert. Von 2007 bis 2009 stellte er in 26 Episoden der Fernsehserie The Lair die Rolle des Damian Courtenay, Anführer eines homosexuellen Vampirkults dar.
Des Weiteren stellte er 2011 in Another Superhero Movie die Rolle des Antagonisten, des Professor Evil, dar. Er übernahm eine Menge Charakterdarstellungen in Low-Budget-Filmen wie 2019 in Zoombies 2 – Die Rache der Tiere.
Der homosexuelle Stickles ist seit dem Jahr 2014 mit dem US-amerikanischen Zauberkünstler Michael Carbonaro verheiratet.

## Filmografie
- 1999: Upright Citizens Brigade (Fernsehserie, Episode 2x02)
- 2000: Shaft – Noch Fragen? (Shaft)
- 2000: Strangers with Candy (Fernsehserie, Episode 3x06)
- 2000: Forrester – Gefunden! (Finding Forrester)
- 2004: Personal Sergeant
- 2005: Dead Serious
- 2006: Meat Weed Madness
- 2006: Shortbus
- 2006: Cemetery Gates
- 2007: 2 Minutes Later
- 2007: Jack Ketchum’s Evil (The Girl Next Door)
- 2007: Sexina (Sexina: Popstar P.I.)
- 2007: Meat Weed America
- 2007–2009: The Lair (Fernsehserie, 26 Episoden)
- 2008: Eat Your Heart Out
- 2008: Watch Out
- 2008: Evilution
- 2009: The Conquest of the Silken Beaver
- 2009: George’s Intervention
- 2009: The Crystal Lake Massacres Revisited (Kurzfilm)
- 2010: For Christ's Sake
- 2010: BearCity
- 2010: The Black Box
- 2010: Psychosomatika
- 2011: Sunday on the Set with George (Kurzfilm)
- 2011: Evil Bong 3: The Wrath of Bong
- 2011: Gingerdead Man 3: Saturday Night Cleaver
- 2011: Another Superhero Movie
- 2011: Showgirls 2: Penny's from Heaven
- 2011: I Want to Get Married: Deleted Scenes (Kurzfilm)
- 2011: I Want to Get Married
- 2012: Lizard Man
- 2012: Candy (Kurzfilm)
- 2013: The Brides of Sodom
- 2013: The Trouble with Barry
- 2013: The Far Flung Star
- 2013: All I Want for Christmas
- 2014: Strange LA (Fernsehserie, Episode 1x01)
- 2014: Best Day Ever
- 2014: Shhhh
- 2015: Ominous
- 2015: Ein Prinz zu Weihnachten (Small Town Prince) (Fernsehfilm)
- 2016: Confessions
- 2017: Stage Fright (Fernsehfilm)
- 2017: All Things Fade (Kurzfilm)
- 2017: Axeman 2: Overkill
- 2017: A Royal Christmas Ball (Fernsehfilm)
- 2017: Keloid (Kurzfilm)
- 2018: Fiendish Things (Fernsehserie, Episode 2x05)
- 2018: Grindsploitation 4: Meltsploitation
- 2018: Horndogs Beach Party
- 2018: Sleepaway Camp 2: Steve and Michelle Go to Hell (Kurzfilm)
- 2018: House of Pain
- 2018: Amityville Horror: Wie alles begann (The Amityville Murders)
- 2018: Michael and Michael Are Gay (Mini-Serie, Episode 1x03)
- 2019: Zoombies 2 – Die Rache der Tiere (Zoombies 2)
- 2019: RoboWoman
- 2019: Famous and Fatal (Fernsehfilm)
- 2019: Deathcember
- 2020: Unusual Attachment (Kurzfilm)
- 2020: Poltergays (Kurzfilm)
- 2021: Rattlers 2
- 2021: Jaws of Los Angeles